# ランウェイがはじまる
『ランウェイがはじまる』（英：The runway begins）は、2021年8月8日よりABEMA SPECIAL 2で配信された連続ドラマ。全5回。

## 概要
モード学園を舞台に、ライバルに立ち向かいながらファッションデザイナーの夢を追う1話4分のショートドラマ。舞台になるモード学園が提供しており、撮影にも全面協力している。また撮影ではヘア・メイクアーティスト学科の学生が出演者のヘアメイクからスタイリングをアシスタントとして協力。ファッションデザイン学科学生もエキストラとして撮影に参加している。衣装提供のA.koh（安藤優幾、岡功貴）は名古屋モード学園卒業生である。
2021年8月8日から日曜 - 木曜 21:55 - 22:00にABEMA SPECIAL2で配信したほか、8月16日には23:00-23:25まで一挙配信を行う。

## あらすじ
母の営む中華料理店でアルバイトするも、どこか物足りない日々を送っていたアヤ。料理は下手だが、盛り付けに独特のセンスがあり、アヤ自身もその瞬間だけは好きだった。ある日、デザイナーの星影が店を訪れると、味は褒めずに盛り付けのセンスをたたえていった。おかもちを持ちながら、星影がいるというモード学園を訪ねると、ファッションデザイナーの夢を追う輝く未来の卵たちと出会うことになる。

## 登場人物
西島アヤ
演 ‐ 新田さちか
中華料理屋の娘。料理自体は苦手にしているが、盛り付け配置は好きなこと。
姫野真弓
演 ‐ 田中真琴
花が舞うようなオーラを持つ学生。母はトップモデル。父はファッションデザイナー。
サヨ
演 ‐ 櫻井音乃
ふたつむすび（ツインテール）の学生。
マキ
演 ‐ 佐竹桃華
ひとつむすび（ポニーテール）の学生。
母
演 ‐ 勝平ともこ　
西島アヤの母。「餃子の香蘭園」を切り盛りする。
星影万三
演 ‐ 中川晴樹
モード学園に勤務するデザイナー。黒い帽子をかぶり長髪。ファッションショー「トーキョースキャンダル」主宰。

## 配信日程
| 配信回 | 配信日        | サブタイトル                     | 配信時間 | 脚本                     | 監督                     |
| ------ | ------------- | -------------------------------- | -------- | ------------------------ | ------------------------ |
| 第1話  | 2021年8月8日  | 強く望め                         | 4分      | 諏訪雅（ヨーロッパ企画） | 諏訪雅（ヨーロッパ企画） |
| 第2話  | 2021年8月9日  | その握手に意味はあるのか         | 4分      | 諏訪雅（ヨーロッパ企画） | 諏訪雅（ヨーロッパ企画） |
| 第3話  | 2021年8月10日 | 君の未来に遠慮はないか?          | 4分      | 諏訪雅（ヨーロッパ企画） | 諏訪雅（ヨーロッパ企画） |
| 第4話  | 2021年8月11日 | 精神力こそが全ての能力を左右する | 4分      | 諏訪雅（ヨーロッパ企画） | 諏訪雅（ヨーロッパ企画） |
| 最終話 | 2021年8月12日 | ゼロからプロへ                   | 4分      | 諏訪雅（ヨーロッパ企画） | 諏訪雅（ヨーロッパ企画） |

## スタッフ
- 脚本監督：諏訪雅（ヨーロッパ企画）
- 企画・総合演出：浅木康之（AbemaTV）
- プロデューサー：石橋賢一（AbemaTV）
- 監督補佐・編集：黒木正浩（ヨーロッパ企画）
- 助監督：樋澤与至也
- カメラマン：宮本佳史
- 録音：中村将人
- 音楽：STEP
- カラリスト：高山春彦
- CG：大見康裕
- タイトルデザイン：後藤円香
- スタイリスト：JOE
- ヘアメイク：竹島健二
- キャスティング：松浦萌恵、田上寛朗（ともにAbemaTV）
- 制作プロデューサー：松友武志（Dockunt inc.）
- プロダクションマネージャー：野田梓左
- 提供：モード学園（東京・大阪・名古屋）
- 撮影協力：名古屋モード学園
- 衣装提供：A.koh（安藤優幾、岡功貴）
- 製作：「ランウェイがはじまる」製作委員会